# 塔馬河
塔馬河，又譯添馬河（英語：River Tamar）是英國英格蘭西南部的一座河流。塔馬河是德文郡和康沃爾郡的邊境線。這一地區因其的錫礦而被列入世界遺產。塔馬河全長 61英里（98）。原英國皇家海軍的運兵艦添馬艦（英語：HMS Tamar）便由此得名，並且因為該艦曾長期停靠香港金鐘一地區，該地區便得名添馬。

## 外部連結
- Royal Albert Bridge at Saltash （页面存档备份，存于）
- Tamar Crossings – Tamar Bridge & Torpoint Ferry （页面存档备份，存于）
- RYA （页面存档备份，存于） (tidal) Tamar navigation guide
- Tamar Valley AONB （页面存档备份，存于）
- Tamar Valley Tourism Association （页面存档备份，存于）